# Styringomyia solocipennis
Styringomyia solocipennis är en tvåvingeart som först beskrevs av Günther Enderlein 1912.  Styringomyia solocipennis ingår i släktet Styringomyia och familjen småharkrankar.
Artens utbredningsområde är Madagaskar. Inga underarter finns listade i Catalogue of Life.